# Threskiornithidae
Threskiornithidae é uma família de aves pelecaniformes que inclui as 32 espécies conhecidas de colhereiros, íbis e aliados.
Os tresquiornitídeos são aves de pernas altas e pescoço relativamente longo. O bico é também alongado e pode apresentar um formato curvo ou espatulado, no caso dos colhereiros. Estas aves habitam zonas aquáticas continentais como lagos, rios de curso lento e pântanos. Alimentam-se de larvas, crustáceos, pequenos peixes e anfíbios, que apanham sondando o fundo com os seus bicos. Por vezes podem suplementar a sua dieta com material vegetal.
A plumagem dos tresquiornitídeos é bastante variável com a espécie. Algumas espécies como o íbis-escarlate e o colhereiro-americano apresentam coloração forte em tons de rosa, outras têm uma plumagem mais baça ou monocromática.
Os tresquiornitídeos são aves gregárias na maioria dos casos. Nidificam solitariamente ou em colónias, mas sempre em zonas perto de água, ou mesmo em ninhos construídos em plataformas sobre pântanos e margens de rios. Cada postura contém em média 3 a 5 ovos.

## Géneros
O sinal “+” indica os géneros monoespecíficos.
- Sub-família Threskiornithinae - íbis
  - Eudocimus
  - Phimosus +
  - Plegadis
  - Cercibis +
  - Theristicus
  - Mesembrinibis +
  - Bostrychia
  - Geronticus
  - Lophotibis +
  - Threskiornis
  - Pseudibis
  - Nipponia +
- Sub-família Plateinae
  - Platalea - colhereiros